# 徳田大津ジャンクション
徳田大津ジャンクション（とくだおおつジャンクション）は、石川県七尾市および羽咋郡志賀町にある、能越自動車道とのと里山海道（旧・能登有料道路、法律上は能越自動車道と重複）のジャンクション (JCT) である。
のと里山海道としては初となるJCTである。ただし、当JCT開通後は、能越自動車道田鶴浜IC方面とのと里山海道穴水IC方面が本線となっており、西山IC（金沢）方面へはランプを介して接続している。なお、能登有料道路開通当時から当JCTの開通まで供用されてきた、西山IC - 徳田大津IC間の本線高架橋は、当JCT開通後は下り線（金沢→穴水）専用のランプとして活用されている。

## 歴史
- 1998年（平成10年）4月19日 : 能越自動車道・田鶴浜IC - 徳田大津JCT間開通に伴い供用開始。

## 道路
- E41 能越自動車道（田鶴浜道路）
- E86 / E41 のと里山海道

## 隣
E41 能越自動車道（田鶴浜道路）
田鶴浜IC - 徳田大津JCT
E86 / E41 のと里山海道
西山IC - 西山PA - 徳田大津JCT - 徳田大津IC
※のと里山海道の当JCT - 穴水IC間は、法律上は能越自動車道との重複区間となっているものの、現地の標識ではのと里山海道単独の案内となっている。